# Пігра
Пігра, Піґра (італ. Pigra) — муніципалітет в Італії, у регіоні Ломбардія, провінція Комо.
Пігра розташована на відстані близько 530 км на північний захід від Рима, 55 км на північ від Мілана, 16 км на північ від Комо.
Населення — 263 особи (2014).

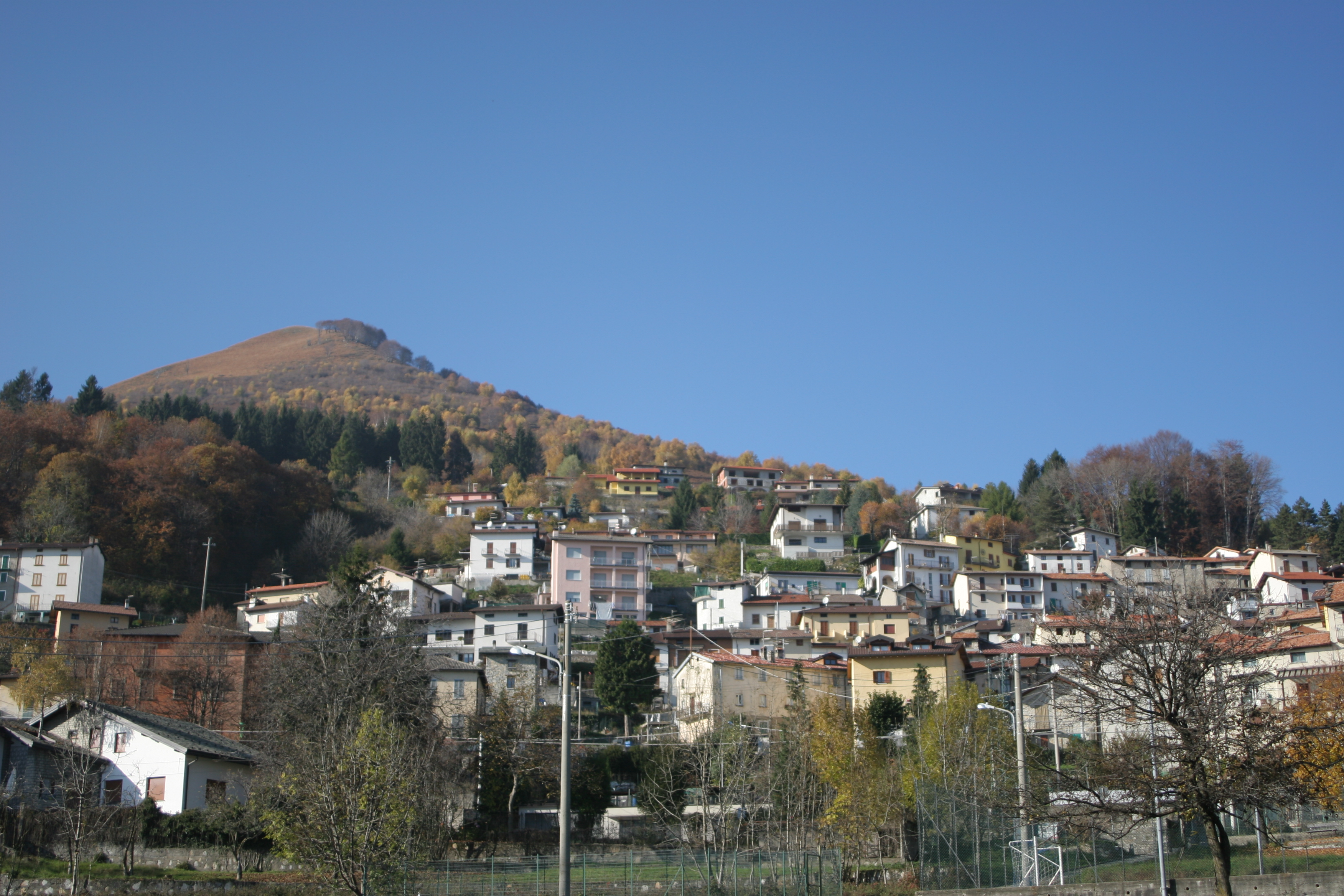

Щорічний фестиваль відбувається 16 серпня. Покровитель — святий Рох.

## Демографія
Населення за роками:

Станом на 1 січня 2023 року в муніципалітеті офіційно проживало 7 іноземців з 3 країн, серед них 3 громадяни країн Євросоюзу та 3 громадяни України.

## Сусідні муніципалітети
- Ардженьйо
- Блессаньо
- Колонно
- Діццаско
- Лаїно